# Arrhyton vittatum
Espèce
Synonymes
- Cryptodacus vittatus Gundlach, 1861

Arrhyton vittatum est une espèce de serpents de la famille des Dipsadidae.

## Répartition
Cette espèce est endémique de Cuba. 

## Publication originale
- Peters, 1861 : Über zwei neue von Hrn. Dr. Gundlach auf Cuba entdeckte Schlangen, Tropidonotus cubanus und Cryptodacus vittatus. Monatsberichte der Königlich Preussischen Akademie der Wissenschaften zu Berlin, vol. 1861, p. 1001-1004 (texte intégral).